# Skywalk Allgäu
Der skywalk allgäu Naturerlebnispark in Oberschwenden bei Scheidegg im bayerischen Westallgäu ist ein 6 ha großes zum größten Teil bewaldetes Gelände, dessen Hauptattraktion der Baumwipfelpfad darstellt. Darunter führen durch den Wald zwei Naturerlebnispfade, ein ca. 1 km langer Pfad für Entdecker mit Aktionsstationen und ein 300 Meter langer befestigter Erlebnispfad. Außerdem gibt es einen 90 Meter langen Barfußpfad mit verschiedenen Materialien, einen Geschicklichkeitsparcours für Jugendliche und Erwachsene und einen Abenteuerspielplatz. Nach einjähriger Bauzeit wurde der „skywalk allgäu“ am 30. Oktober 2010 eröffnet.

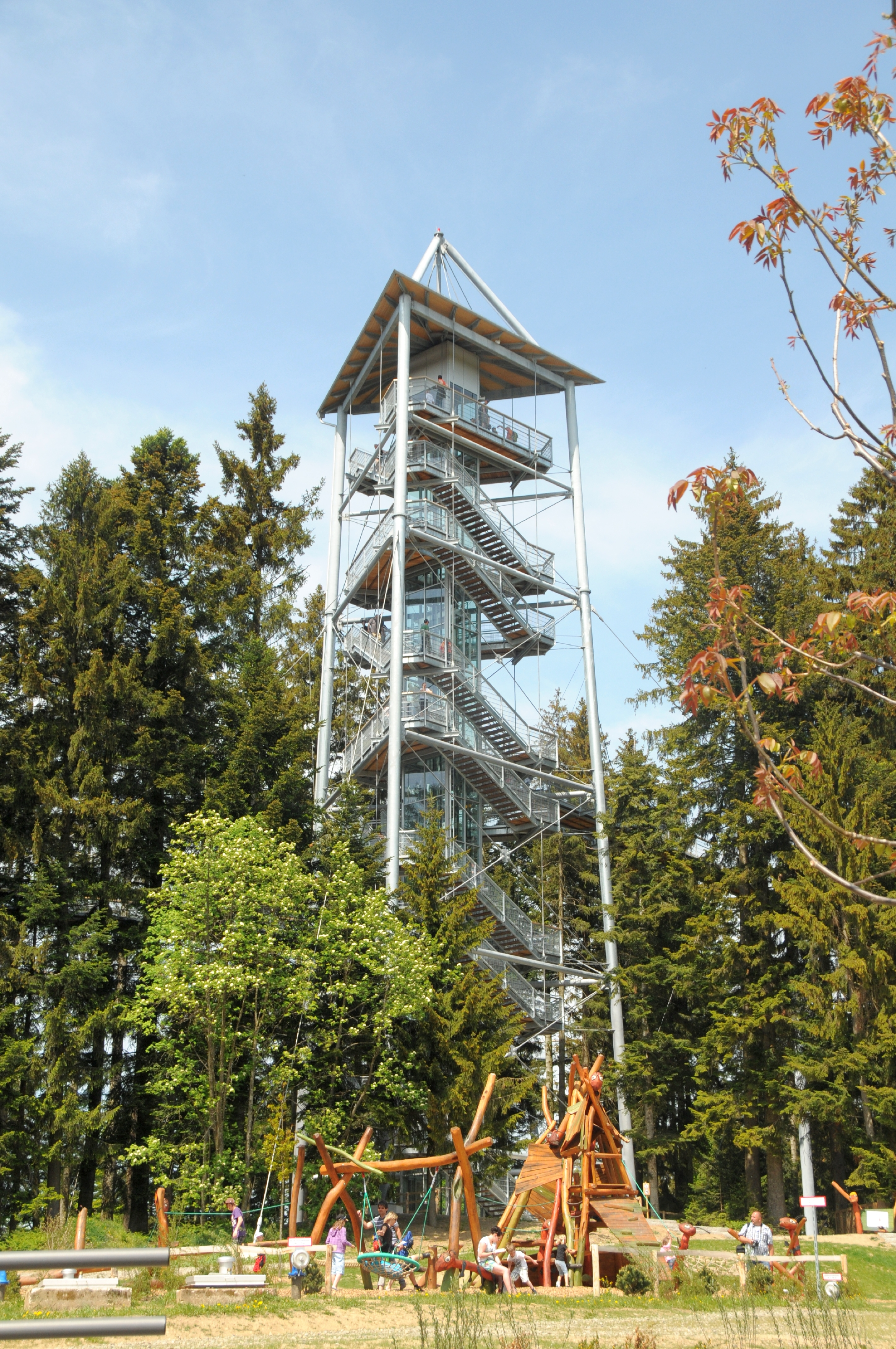
Aussichtsturm

Der skywalk allgäu Naturerlebnispark ist barrierefrei.

## Baumwipfelpfad
Der Baumwipfelpfad des skywalk allgäu ist ein 540 Meter langer Pfad in der Höhe der Baumkronen. Darauf wandert der Besucher in einer Höhe von 15 bis 30 Metern nicht nur durch den Wald, sondern auch am Waldrand entlang. Durch die exponierte Lage, nahe der österreichischen Grenze, eröffnen sich immer wieder Ausblicke über den Bodensee, Oberschwaben, das Westallgäu und in die Alpen. Der Baumwipfelpfad ist über Treppen oder mit dem Aufzug des 40 Meter hohen Aussichtsturms zu erreichen. Vom Pfad herab gelangt man wieder über Treppen, den Aufzug oder über Wackelbrücken mit anschließender Röhrenrutsche.

## Technik
Der Baumwipfelpfad des skywalk allgäu ist eine technisch beeindruckende Hängebrückenkonstruktion. 14 Stahlmasten, 3000 m Stahlseil und 70 000 Schrauben halten die Brücken und verleihen Stabilität, so dass beim Begehen nur ein leichtes Schwanken wahrnehmbar ist. Für den Pfad selbst wurde das sehr harte und wetterbeständige Holz der nordischen Lärche verwendet. Eine technische Leistung war es hier, dass trotz der Ansprüche an die Belastbarkeit und des vielen Stahls, sich der Baumwipfelpfad filigran und naturangepasst durch den Wald windet.

## Natur
Eine natürliche Besonderheit, die es zu erhalten gilt, ist der Wald im und um das skywalk allgäu Gelände. Durch Jahrhunderte lange Naturverjüngung, ohne Eingreifen des Menschen, ist ein, in seiner Zusammensetzung, fürs Allgäu typischer Mischwald entstanden. Der Baumbestand besteht aus: 51 % Weißtannen, 37 % Fichten, 7 % Rotbuchen, 3 % Berg-Ahorn, 2 % Lärchen, < 1 % Sommerlinde, Vogelbeere, Hänge-Birke, Schwarz-Pappel, Stieleiche, Gemeine Esche.
Diese natürlich entstandene und ausgewogene Mischung ist, durch die Kultivierung der Flächen, im Allgäu kaum noch zu finden. Deshalb wird bei Pflanz- und Ausgleichsmaßnahmen im skywalk allgäu besonders darauf geachtet, hier den natürlichen Bestand und die Vielfalt der regionalen Pflanzen zu erhalten.

## Erlebnispädagogik, Gruppenerlebnis
Ein spezieller Bereich im skywalk allgäu sind die erlebnispädagogischen Elemente. Die Ziele der Erlebnispädagogik sind Teambuilding, die Stärkung des Wir-Gefühls und der Persönlichkeit, durch Gruppenerfahrungen in der Natur. Diese Ziele werden durch Aktionen an Niedrigseilelementen, also in Bodennähe oder an anspruchsvolleren Hochseilelementen für Sportliche erreicht.

## Lage
Der skywalk allgäu liegt nahe der österreichischen Grenze auf 1000 m. ü. M. bei Scheidegg im Allgäu. Zu Fuß oder mit dem Auto gelangt man zur Fachklinik Prinzregent Luitpold unterhalb des skywalk allgäu. Vom dortigen Parkplatz aus sind es ca. 15 Gehminuten über eine befestigte Straße oder durch den Wald einen Hügel hoch bis zur Kasse. Für Menschen mit Behinderung gibt es Parkplätze direkt bei der Kasse. Verschiedene Fußwege führen von Scheidegg, von Österreich oder vom benachbarten Pfänder zum skywalk allgäu.

## Integration
Das Unternehmenskonzept des skywalk allgäu basiert auf den Richtlinien eines echten Integrationsbetriebes, das heißt, mind. 40 % der Arbeitnehmer sind Menschen mit Behinderung.

## Hintergrund
Die skywalk allgäu gemeinnützige GmbH ist eine 100 % Tochter der Katholischen Jugendfürsorge der Diözese Augsburg e. V. Die Katholische Jugendfürsorge besteht seit 100 Jahren und ist ein Gesundheits- und Sozialdienstleister mit rund 80 Einrichtungen und Diensten zur Unterstützung und Förderung von Kindern, Jugendlichen, Frauen und Familien. Dazu gehören mehrere Kliniken, Berufsbildung für behinderte und nicht behinderte Jugendliche und Erwachsene mit Berufsbildungswerken und Vermittlungsdiensten, Wohngruppen, Tagesstätten, Beratungsstellen, mobile Dienste, sowie mehrere Schulen und die KJF-Akademie.